# Derecho al descanso y al ocio

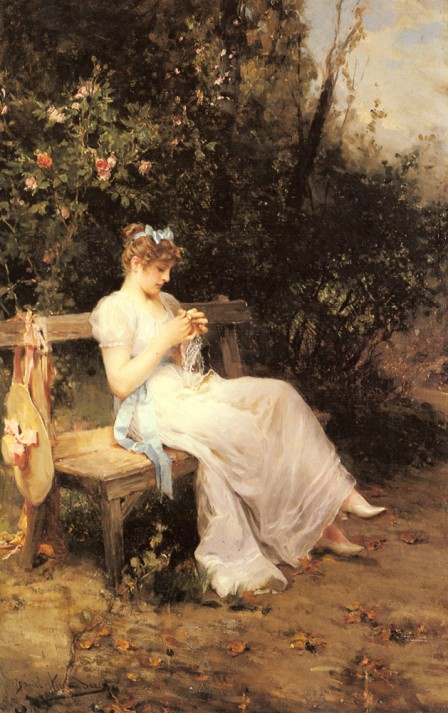
Mujer disfrutando de un momento de ocio

El derecho al descanso y al ocio es el derecho económico, social y cultural a disponer de tiempo adecuado fuera del trabajo y de otras responsabilidades sociales. Está vinculado al derecho al trabajo y a los movimientos históricos por que se limite legalmente la jornada laboral. Hoy en día, el derecho al ocio y al descanso, incluidos el sueño y las pausas, está reconocido en la Declaración Universal de Derechos Humanos, el Pacto Internacional de Derechos Económicos, Sociales y Culturales, la Convención sobre los Derechos del Niño y en muchos textos regionales como la Carta Africana sobre los Derechos y el Bienestar del Niño.

## Historia
El movimiento por un derecho reconocido al descanso, al juego (para los niños) y al tiempo libre se remonta al siglo XIX y al movimiento de la jornada de 8 horas. Ya en 1856, los albañiles que trabajaban en la Universidad de Melbourne, Australia hicieron huelga hasta que se aceptaron sus demandas de reducción de la jornada laboral. La garantía de una jornada laboral máxima de 8 horas es uno de los primeros ejemplos de protección jurídica contra el exceso de trabajo, que hoy reconocemos como el derecho al descanso y al ocio. El lema de los obreros australianos en 1856 era: «Eight hours to work, Eight hours to play, Eight hours to sleep, Eight bob a day. A fair day's work, For a fair day's pay. (Ocho horas para trabajar, ocho horas para jugar, ocho horas para dormir, ocho chelines al día. Un día justo de trabajo por un día justo de paga)» 
 
Si bien Australia fue uno de los primeros países en imponer limitaciones universales del horario laboral (que suponen un derecho implícito al ocio), a lo largo del siglo XX muchos otros países comenzaron a aprobar leyes similares que limitaban el número de horas que se podía trabajar.

## Definición
La noción moderna del derecho al descanso y al ocio está reconocida en el artículo 24 de la Declaración Universal de los Derechos Humanos: 
Todo el mundo tiene derecho al descanso y al ocio, incluida una limitación razonable de las horas trabajadas y vacaciones pagadas periódicas.
 
El Pacto Internacional de Derechos Económicos, Sociales y Culturales reconoce en la parte III, artículo 7: 
Descanso, ocio y una limitación razonable de las horas trabajadas y vacaciones pagadas periódicas, así como remuneración los días de fiestas nacionales.
 
El derecho al ocio también ha sido reconocido en el artículo 31 de la Convención sobre los Derechos del Niño y en el artículo 12 de la Carta Africana sobre los Derechos y el Bienestar del Niño. Ambos establecen: 
Derecho al descanso y al ocio, a jugar y a actividades recreativas apropiadas para su edad y a participar libremente en la vida cultural y las artes.
 
El derecho al ocio se considera un derecho económico, social y cultural, diferente de un derecho civil y político. El derecho al descanso y al ocio está vinculado al derecho al trabajo, previsto en el artículo 23 de la Declaración Universal de los Derechos Humanos y en el artículo 6.3 del Pacto Internacional de Derechos Económicos, Sociales y Culturales. Mientras que el derecho al trabajo otorga el derecho a trabajar, el derecho al descanso y al ocio no solo protege a las personas del exceso de trabajo, sino que también les da un período de tiempo diario en el que desarrollar su personalidad.
El Comité de Derechos Económicos, Sociales y Culturales no ha hecho ningún comentario general sobre el artículo 7 del Pacto Internacional de Derechos Económicos, Sociales y Culturales. Por lo tanto, no existe un acuerdo universal sobre las obligaciones específicas de los diferentes países en relación con el derecho al descanso y al ocio, ni «ninguna concepción común de estos términos que pueda asumirse formalmente». No obstante, los países tienen responsabilidades en relación con el derecho al descanso y al ocio.

## Obligaciones nacionales en materia de derecho al descanso y al ocio
A pesar del lenguaje ambiguo del artículo 24 de la Declaración Universal de los Derechos Humanos, los países tienen obligaciones relativas al derecho al ocio. El conjunto de textos publicados por el Comité de Derechos Económicos, Sociales y Culturales ha establecido sobre todos los derechos, incluido el derecho al descanso y al ocio, que los países tienen la obligación de respetarlos, protegerlos y cumplirlos.

### Respetar, proteger y cumplir
Estos principios de respetar, proteger y cumplir constituyen la obligación central de un país en relación con los derechos económicos, sociales y culturales, incluido el derecho al ocio: los gobiernos y otras instituciones sujetas a deberes tienen la obligación de respetar, proteger y hacer cumplir los derechos humanos.
 
Basándose en la definición de los principios de respetar, proteger y cumplir esbozados en la Observación general nº 14 del Comité de Derechos Económicos, Sociales y Culturales, la obligación de respetar exige que los países se abstengan de interferir directa o indirectamente en el disfrute del derecho al ocio. La obligación de proteger exige que los países adopten medidas que impidan que terceros interfieran en el derecho al ocio. Por último, la obligación de cumplir exige que los países adopten medidas legislativas, administrativas, presupuestarias, judiciales, de promoción y de otra índole apropiadas para la realización y el disfrute del derecho al ocio.
Por lo tanto, los países no solo deben respetar y proteger a los individuos del exceso de trabajo, sino que también deben garantizar que tengan la capacidad de disfrutar de su derecho al ocio.

## Críticas
El derecho al descanso y al ocio, como muchos derechos económicos, sociales y culturales (DESC), a menudo se ha considerado menos importante o menos fundamental que los derechos civiles y políticos. Las críticas de pensadores como Maurice Cranston, Aryeh Neier o William Talbott en Which Rights Should be Universal, a menudo sostienen que los DESC son innecesarios para la dignidad humana, son menos fundamentales que los derechos civiles y políticos, algunos grupos de seres humanos no los merecen y son demasiado caros y demasiado poco prácticos. 
Sin embargo, los estudiosos de los derechos humanos están adoptando cada vez más el concepto de indivisibilidad y reconociendo que todos los derechos humanos son fundamentales. Los defensores del derecho al descanso y al ocio afirman que es de fundamental importancia para el bienestar, una vez garantizada la seguridad básica, y que el ocio «no es una pérdida de tiempo ni un mero paréntesis en el trabajo, sino una necesidad para una vida digna». 
El derecho al descanso y al ocio es un derecho humano emergente, y es probable que continúen los debates sobre su importancia y posibilidad de implementación. Está relacionado con el derecho a la desconexión digital.